# Graoully d'or
Le Graoully d'or est un prix littéraire francophone de science-fiction, décerné annuellement de 1978 à 1982 par un jury, remis à l’occasion des troisième au septième Festivals de la science-fiction et de l’imaginaire de la ville de Metz.
Le Graoully est une forme de dragon qui est une légende messine.

## Lauréats
Le prix littéraire récompensait un roman français et un roman étranger.

### Roman français
- 1978  : Transit, Pierre Pelot, Robert Laffont, 1977[4].
- 1979 : non attribué.
- 1980 : la Lune noire d’Orion, Francis Berthelot, Calmann-Lévy, 1980.
- 1981 : Le Naguen, Jean Hougron, Plon, 1980.
- 1982 : Sommeil de sang, Serge Brussolo, Denoël, 1982[5].

### Roman étranger
- 1978  : Triton, Samuel R. Delany, Calmann-Lévy, 1977[4].
- 1979 : Substance Mort, Philip K. Dick, Denoël, 1978.
- 1980 : Les Crocs et les griffes, Michael G. Coney, Casterman, 1980.
- 1981 : Stalker (parfois sous-titré Pique-nique au bord du chemin), Arcadi et Boris Strougatski, Denoël, 1980.
- 1982 : Salut l’Amérique !, J. G. Ballard, Denoël, 1981.

### Mention spéciale
- 1979 : Les Délires divergents, recueil de Philip K. Dick composé par Alain Dorémieux, Casterman, 1979.